# Hygrophoropsis flabelliformis
Hygrophoropsis flabelliformis är en svampart som först beskrevs av Berk. & Ravenel, och fick sitt nu gällande namn av Corner 1966. Hygrophoropsis flabelliformis ingår i släktet Hygrophoropsis och familjen Hygrophoropsidaceae.   Inga underarter finns listade i Catalogue of Life.